# Čarodějky z Eastwicku
Čarodějky z Eastwicku (Anglicky: Witches of Eastwick) je fantaskní román napsaný americkým spisovatelem Johnem Updikem z roku 1984. Do češtiny přeložil Jan Jirák.
Kniha pojednává o třech znuděných ženách, které si vyčarují dokonalého muže Darryla van Horna, jenž si okamžitě všechny ženy získá svým šarmem a charismatem.

## Děj
Příběh se odehrává ve smyšleném rhodeislandském městečku Eastwicku v 60. letech 20. století. Hlavními hrdinkami jsou čarodějky Alexandra Spoffordová (vytváří mírně erotické sošky, vdova), Jane Smartová (rozvedená hráčka a učitelka hry na violoncello) a Sukie Rougemontová (rozvedená novinářka, která píše pro místní noviny, má mnoho dětí). Ženy získaly magickou sílu poté, co je opustili jejich manželé. Při jednom z pravidelných dámských večírků si mimoděk vysní ideálního muže. Den na to do města přijíždí Darryl Van Horn (ďábel, jehož čarodějky samy přivolaly). Daryl koupí rozsáhlé Lenoxovo sídlo a nastěhuje se do něj. Záhadný Darryl svádí každou z nich a má s nimi sexuální vztah. Povzbuzuje také jejich kouzelnou moc. Provozují spolu sexuální orgie, nejdříve s každou ženou zvlášť, posléze společně, skvěle se spolu baví. V městečku je ze sexuálního vztahu tří žen a jednoho podivného muže obrovský skandál. Clyde Alden, šéfredaktor místního plátku a Sukiin zaměstnavatel, zabije svou ženu Feliciu, která byla jako posedlá, velmi ji pohoršovaly skandály v Eastwicku, myslela si, že je v Eastwicku ďábel. Clyde byl klidný a hodný, ale zabil ji, protože ho k tomu vedla neznámá moc. Moc, kterou mimoděk vyvolaly čarodějky. Čarodějky se nadále dělí o Darryla, do té doby, než se ožení s nevinnou a mladou Jenny. Pomstí se jí tím, že na ni sešlou kletbu, Jenny zemře na rakovinu. Posléze svého činu litují. Darryl opouští město s Jennyiným bratrem Chrisem, který je zřejmě Darrylovým milencem. Čarodějky si nakonec stvoří ideálního muže, každá svého, a opustí Eastwick.

## Filmové a muzikálové zpracování
Kniha se dočkala volného filmového zpracování - v roce 1987 ji na filmové plátno přenesl režisér George Miller. Do hlavních rolí obsadil Jacka Nicholsona (Darryl Van Horn), Cher (Alexandra Spoffordová), Susan Sarandonovou (Jane Smartová) a Michelle Pfeifferovou (Sukie Rougemontová). Film byl nominován na dva Oscary, za zvuk a hudbu.
Na základě úspěchu filmové adaptace producent Cameron Mackintosh spolu s Johnem Dempseym (libreto) a Danem Rowem (hudba), vytvořili muzikálovou verzi díla. 18. července 2000 měl v londýnském divadle Drury Lane premiéru stejnojmenný muzikál, který je hrán v divadlech po celém světě včetně České republiky, kde je od roku 2007 k vidění v Městském divadle Brno.